# Flora (film)
Flora è un brevissimo cortometraggio d'animazione in stop-motion del 1989 realizzato e diretto dal regista ceco Jan Švankmajer.

## Trama
Una creatura umanoide composta di vegetali è legata ad un letto. I vegetali di cui è composta marciscono mentre essa tenta invano di raggiungere un bicchiere d'acqua sul tavolino accanto a lei.